# Badorivka, Semenivka
Badorivka (în ucraineană Бадьорівка) este un sat în comuna Tovste din raionul Semenivka, regiunea Poltava, Ucraina.

## Demografie
Componența lingvistică a localității Badorivka
     Ucraineană (98,48%)
     Rusă (1,52%)
Conform recensământului din 2001, majoritatea populației localității Badorivka era vorbitoare de ucraineană (98,48%), existând în minoritate și vorbitori de rusă (1,52%).